# The Way of a Man with a Maid
The Way of a Man with a Maid è un film muto del 1918 diretto da Donald Crisp.

## Trama
Per conquistare Elsa, una graziosa stenografa, Arthur McArney spende un sacco di soldi per soddisfare tutti i costosi capricci della ragazza che è corteggiata anche da Sankey, un ricco mediatore. Il giovane impiegato è costretto a fare dei lavori supplementari, a prendere del denaro in prestito dagli amici, a fare dei turni di notte. Il suo impegno colpisce Hallette, il suo datore di lavoro che gli dà un piccolo aumento. Arthur spende ben duecento dollari per un vestito che dovrebbe usare per una sontuosa festa di Halloween alla quale poi non partecipa perché quella sera Hallette gli chiede di fare gli straordinari, mentre Elsa vi si reca con Sankey. Hallette, contento del suo impiegato, gli offre un lavoro migliore, nominandolo direttore della filiale. Arthur, allora, chiede a Elsa di sposarlo. Lei, dopo aver accettato la proposta di matrimonio, si risolve da quel momento in poi di abbandonare i suoi capricci, promettendo di diventare una sposa oculata ed economa.

## Produzione
Il film fu prodotto dalla Famous Players-Lasky Corporation.

## Distribuzione
Distribuito dalla Famous Players-Lasky Corporation e dalla Paramount Pictures, il film - presentato da Jesse L. Lasky - uscì nelle sale cinematografiche USA il 29 dicembre 1918.